# Look at Us
| Recensione | Giudizio |
| ---------- | -------- |
| AllMusic   |          |

Look at Us è l'album di debutto del duo pop statunitense Sonny & Cher, pubblicato nel 1965 dalla Atco Records.

## Descrizione
Subito dopo che il loro singolo I Got You Babe ebbe raggiunto la prima posizione su entrambe le sponde dell'Oceano Atlantico, Sonny Bono, al fine di capitalizzare questo successo, compose e mise insieme un album per se stesso e per sua moglie Cher. Proprio per contenere la hit, questo prodotto ottenne un grande successo, piazzandosi al numero 2 della Billboard 200, standoci per 8 settimane. Nel Regno Unito entrò nella top ten, raggiungendo il primo posto. Oltre che I Got You Babe, il disco contiene altri due importanti singoli della coppia: Just You (secondo nella Billboard Hot 100) e The Letter (quinto).

## Tracce
Lato A
1. I Got You Babe – 3:11 (Sonny Bono)
2. Unchained Melody – 3:52 (Hy Zaret, Alex North)
3. Then He Kissed Me – 2:56 (Phil Spector, Ellie Greenwich, Jeff Barry)
4. Sing C'est la Vie – 3:39 (Sonny Bono, Charles Green, Bob Stone)
5. It's Gonna Rain – 2:24 (Sonny Bono)
6. 500 Miles – 3:55 (Hedy West)

Lato B
1. Just You – 3:36 (Sonny Bono)
2. The Letter – 2:09 (Don Harris, Dewey Terry)
3. Let It Be Me – 2:25 (Gilbert Bécaud, Mann Curtis, Pierre Delanoë)
4. You Don't Love Me – 2:32 (Bo Diddley, Willie Cobbs)
5. You've Really Got a Hold on Me – 2:24 (Smokey Robinson)
6. Why Don't They Let Us Fall in Love – 2:29 (Phil Spector, Ellie Greenwich, Jeff Barry)

## Formazione

### Sonny & Cher
- Cher - voce
- Sonny Bono - voce

### Musicisti di supporto
- Frank Capp - batteria
- Barney Kessel - chitarra
- Don Randi - pianoforte
- Lyle Ritz - basso
- Steve Mann - chitarra
- Hal Blaine - batteria
- Harold Battiste - pianoforte
- Monte Dunn - chitarra
- Gene Estes - percussioni
- Cliff Hills - basso
- Donald Peake - chitarra
- Michel Rubini - harpsichord
- Brian Stone - percussioni

### Produzione
- Sonny Bono - produttore
- Stan Ross - ingegnere del suono
- Harold Battiste, Jr. - arrangiatore

## Classifiche
| Classifica (1965) | Posizione |
| ----------------- | --------- |
| Australia         | 3         |
| Regno Unito       | 7         |
| Stati Uniti       | 2         |